# Police Women of Broward County
Police Women of Broward County (em português As Policiais de Broward) é a primeiro série do documentário policial As policiais da TLC, que segue a rotina de quatro policiais do Condado de Broward, na Flórida.

## Elenco
- Julie Bower: é uma detetive de 48 anos de idade, que trabalha exclusivamente na resolução de crimes sexuais.[2]
- Shelunda Cooper: tem 25 anos, é formada em bioquímica e é casada com um policial. Sua irmã gêmea, Shanda, também também é policial.[3]
- Andrea Penoyer: tem 26 anos, é estudante de administração pública na Barry University e tem dois filhos.[4]
- Erika Huerta: substitui a policial Ana Murillo na segunda temporada, é nativa da Flórida e vive atualmente em Miami.[5]
- Ana Murillo: presente apenas durante primeira temporada, Ana tem 28 anos e trabalha na equipe estratégica. Ela é casada e tem um filho de 3 anos de idade, Anthony.

Nota: a idade das policiais correspondem à primeira temporada da série, produzida em 2009.